# Cleveland, Oklahoma
Cleveland är en ort i Pawnee County i delstaten Oklahoma, USA.